# Радзімовиці (Мазовецьке воєводство)
Радзімовиці (пол. Radzimowice) — село в Польщі, у гміні Стшеґово Млавського повіту Мазовецького воєводства.
У 1975-1998 роках село належало до Цехановського воєводства.